# Talsperre Cirata
Die Talsperre Cirata ist eine Talsperre mit Wasserkraftwerk in der Provinz Jawa Barat, Indonesien. Sie staut den Citarum zu einem Stausee auf. 
Die Talsperre dient in erster Linie der Stromerzeugung und daneben auch dem Hochwasserschutz, der Bewässerung und der Trinkwasserversorgung. Erste Studien für das Projekt wurden ab September 1980 durchgeführt. Die Talsperre wurde von 1984 bis 1988 errichtet. Sie ist im Besitz von PT Pembangkitan Jawa-Bali (PT PJB) und wird auch von PT PJB betrieben.

## Absperrbauwerk
Das Absperrbauwerk ist ein CFR-Damm mit einer Höhe von 125 m. Die Dammkrone liegt auf einer Höhe von 225 m über dem Meeresspiegel. Die Länge der Dammkrone beträgt 453 m. Das Volumen des Absperrbauwerks liegt bei 3,9 Mio. m³. Der Staudamm verfügt über eine Hochwasserentlastung, über die maximal 5900 m³/s abgeleitet werden können.

## Stausee
Bei einem Stauziel von 220 m erstreckt sich der Stausee über eine Fläche von rund 62 km² und fasst 2,165 (bzw. 1,973) Mrd. m³ Wasser, von denen 796 Mio. m³. zur Stromerzeugung genutzt werden können. Das minimale Stauziel für die Stromerzeugung liegt bei 205 m; bei diesem Stauziel fasst der Stausee 1,177 Mrd. m³ Wasser.
Für die Errichtung des Staudamms mussten 1500 Familien umgesiedelt werden. Um diesen Familien eine neue Existenzgrundlage zu ermöglichen, wurden auf dem Stausee bis 1996 Fischfarmen mit mehr als 25.000 Käfigen eingerichtet, die 1996 über 42.000 t Fisch produzierten.

## Kraftwerk
Das Kraftwerk ist mit einer installierten Leistung von 1008 (bzw. 1040) MW eines der leistungsstärksten Wasserkraftwerke Indonesiens; es dient zur Abdeckung von Spitzenlast. Die durchschnittliche Jahreserzeugung wird mit 1,426 Mrd. kWh angegeben.
Die acht Francis-Turbinen befinden sich in einer unterirdischen Kaverne (Länge 253 m, Breite 25 m, Höhe 49,5 m). Die Turbinen leisten jeweils maximal 125 (bzw. 129,6) MW und die zugehörigen Generatoren jeweils 140 MVA. Die Maschinen wurden in mehreren Phasen in Betrieb genommen; die ersten beiden Maschinen gingen im April 1988 in Betrieb, die nächsten beiden folgten im Oktober 1988. Die restlichen vier Maschinen gingen 1997 und 1998 ans Netz.
Die Fallhöhe liegt bei 112,5 m. Der maximale Durchfluss beträgt 540 m³/s.

## Sonstiges
Die Weltbank schätzte die Gesamtkosten für die Phase II des Projekts (Installation der restlichen vier Maschinen) auf 400 Mio. USD. Sie vergab einen Kredit in Höhe von 104 Mio. USD.